# Origné
Ne pas confondre avec la commune d'Origne en Gironde.
Origné est une commune française, située dans le département de la Mayenne en région Pays de la Loire, peuplée de 394 habitants (les Orignéens).
La commune fait partie de la province historique de l'Anjou (Haut-Anjou).

## Géographie
La commune d'Origné est située dans le sud du département de la Mayenne, environ à mi-chemin entre Laval et Château-Gontier. Elle fait partie de ce que l'on appelle aujourd'hui la Mayenne angevine. La commune se trouve sur la rive ouest de la rivière Mayenne (qui en constitue donc la limite est).

### Communes limitrophes
| Nuillé-sur-Vicoin     | Nuillé-sur-Vicoin | Entrammes            |
| Quelaines-Saint-Gault | Origné            | Entrammes            |
| Quelaines-Saint-Gault | Houssay           | Villiers-Charlemagne |

### Climat
Pour des articles plus généraux, voir Climat des Pays de la Loire et Climat de la Mayenne.
En 2010, le climat de la commune est de type climat océanique altéré, selon une étude du CNRS s'appuyant sur une série de données couvrant la période 1971-2000. En 2020, Météo-France publie une typologie des climats de la France métropolitaine dans laquelle la commune est exposée à un climat océanique et est dans une zone de transition entre les régions climatiques « Bretagne orientale et méridionale, Pays nantais, Vendée » et « Moyenne vallée de la Loire ». 
Pour la période 1971-2000, la température annuelle moyenne est de 10,9 °C, avec une amplitude thermique annuelle de 13,5 °C. Le cumul annuel moyen de précipitations est de 727 mm, avec 11,7 jours de précipitations en janvier et 6,4 jours en juillet. Pour la période 1991-2020, la température moyenne annuelle observée sur la station météorologique de Météo-France la plus proche, sur la commune de Villiers-Charlemagne à 5 km à vol d'oiseau, est de 12,0 °C et le cumul annuel moyen de précipitations est de 767,9 mm,. Pour l'avenir, les paramètres climatiques de la commune estimés pour 2050 selon différents scénarios d'émission de gaz à effet de serre sont consultables sur un site dédié publié par Météo-France en novembre 2022.

## Urbanisme

### Typologie
Au 1er janvier 2024, Origné est catégorisée commune rurale à habitat dispersé, selon la nouvelle grille communale de densité à sept niveaux définie par l'Insee en 2022.
Elle est située hors unité urbaine. Par ailleurs la commune fait partie de l'aire d'attraction de Laval, dont elle est une commune de la couronne,. Cette aire, qui regroupe 66 communes, est catégorisée dans les aires de 50 000 à moins de 200 000 habitants,.

### Occupation des sols
L'occupation des sols de la commune, telle qu'elle ressort de la base de données européenne d’occupation biophysique des sols Corine Land Cover (CLC), est marquée par l'importance des territoires agricoles (89,7 % en 2018), une proportion sensiblement équivalente à celle de 1990 (90,5 %). La répartition détaillée en 2018 est la suivante : 
terres arables (50,3 %), prairies (36 %), forêts (10,3 %), zones agricoles hétérogènes (3,5 %). L'évolution de l’occupation des sols de la commune et de ses infrastructures peut être observée sur les différentes représentations cartographiques du territoire : la carte de Cassini (XVIIIe siècle), la carte d'état-major (1820-1866) et les cartes ou photos aériennes de l'IGN pour la période actuelle (1950 à aujourd'hui).

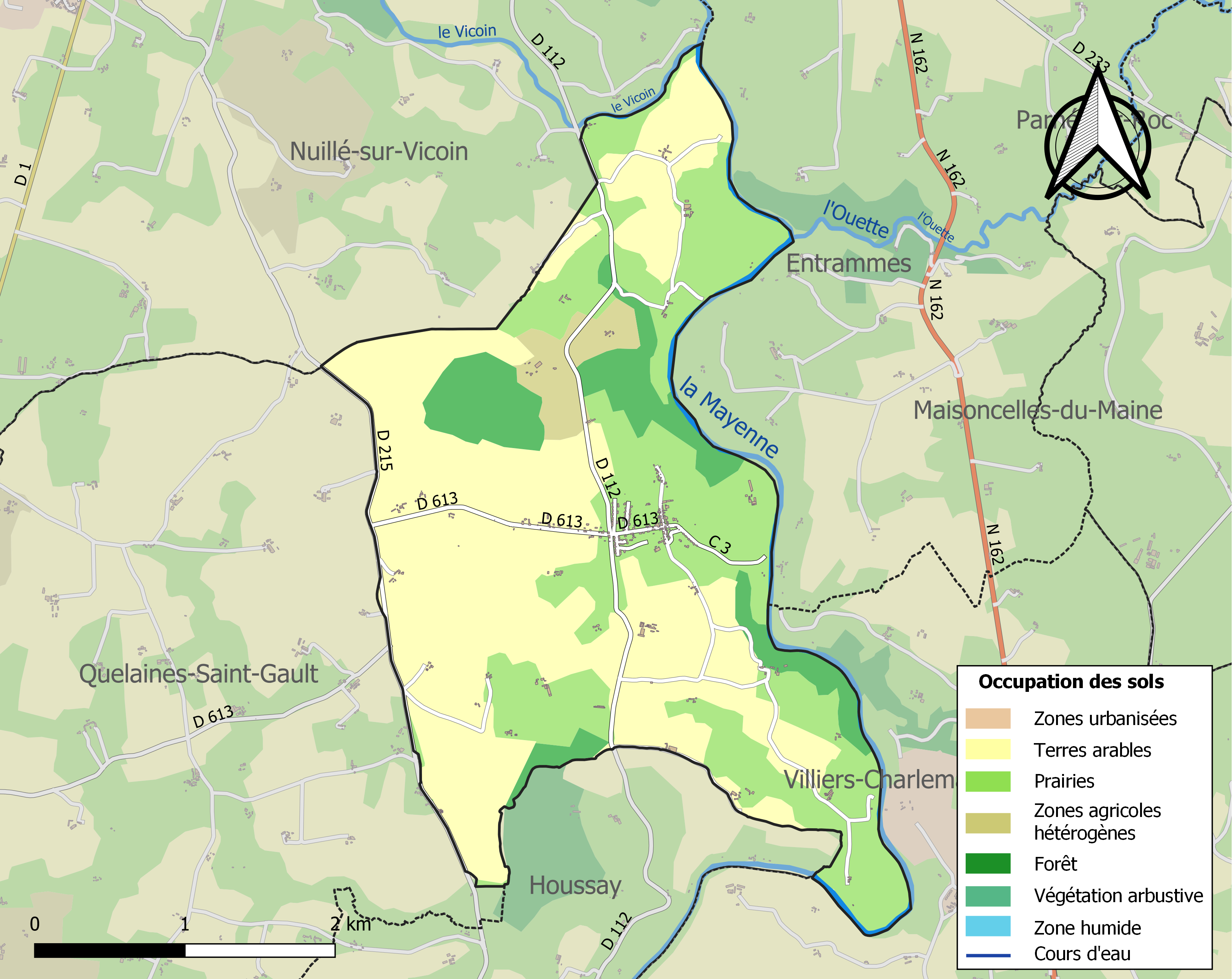
Carte des infrastructures et de l'occupation des sols de la commune en 2018 (CLC).

## Histoire
Sous l’Ancien Régime, le territoire de l'actuelle commune faisait partie de la sénéchaussée angevine de Château-Gontier dépendante de la sénéchaussée principale d'Angers.
En 1790, lors de la création des départements français, une partie du Haut-Anjou a formé le sud du département de la Mayenne, région appelée aujourd’hui Mayenne angevine.
La commune d'Origné est créée en 1865, par prélèvement sur les territoires de Houssay, Nuillé-sur-Vicoin et Quelaines-Saint-Gault.

## Économie
Origné est une commune rurale à vocation essentiellement agricole. Les paysages pittoresques des bords de la Mayenne permettent également à la commune d'avoir une petite activité touristique. Grâce à sa position à mi-distance entre Laval et Château-Gontier, la commune peut accueillir des habitants travaillant dans l'une ou l'autre de ces deux villes.

## Politique et administration
| Période      | Période      | Identité                      | Étiquette | Qualité             |
| ------------ | ------------ | ----------------------------- | --------- | ------------------- |
| 1865         | 1866         | Adolphe Roimier               |           |                     |
| 1866         | mai 1903     | Étienne Albert Duboys Fresney |           | Sénateur            |
| mai 1903     | mai 1905     | Pierre Helbert                |           |                     |
| mai 1905     | sept 1907    | Étienne Albert Duboys Fresney |           | Sénateur            |
| sept 1907    | mai 1908     | Pierre Helbert                |           |                     |
| mai 1908     | 9 sept 1945  | Jacques Duboys-Fresney        | FR        | Député              |
| 9 sept 1945  | 12 mai 1953  | Albert Leroux                 |           |                     |
| 12 mai 1953  | 14 mars 1959 | Joseph Lepescheux             |           |                     |
| 14 mars 1959 | 14 mars 1983 | Armand Boisramé               |           |                     |
| 14 mars 1983 | 27 juin 1991 | Christiane Renaudeau          |           |                     |
| 27 juin 1991 | 2020         | Daniel Piednoir               | SE        | Employé de La Poste |
| 2020         | En cours     | Christophe Lemarié            |           |                     |

Le conseil municipal est composé de onze membres dont le maire et deux adjoints.

## Population et société

### Démographie
L'évolution du nombre d'habitants est connue à travers les recensements de la population effectués dans la commune depuis 1866. Pour les communes de moins de 10 000 habitants, une enquête de recensement portant sur toute la population est réalisée tous les cinq ans, les populations de référence des années intermédiaires étant quant à elles estimées par interpolation ou extrapolation. Pour la commune, le premier recensement exhaustif entrant dans le cadre du nouveau dispositif a été réalisé en 2005.
En 2022, la commune comptait 394 habitants, en évolution de −6,64 % par rapport à 2016 (Mayenne : −0,73 %, France hors Mayotte : +2,11 %).
Origné a compté jusqu'à 435 habitants en 1876. Comme beaucoup de communes rurales, elle a perdu des habitants au cours du XXe siècle, sous l'effet de l'exode rural. Depuis la fin de années 1990, elle tend cependant à regagner des habitants, sous les effets conjugués du relatif dynamisme économique des secteurs de Laval et Château-Gontier et de la natalité assez soutenue qui caractérise le département de la Mayenne.
| 1866 | 1872 | 1876 | 1881 | 1886 | 1891 | 1896 | 1901 | 1906 |
| ---- | ---- | ---- | ---- | ---- | ---- | ---- | ---- | ---- |
| 410  | 410  | 435  | 391  | 368  | 377  | 361  | 344  | 306  |

| 1911 | 1921 | 1926 | 1931 | 1936 | 1946 | 1954 | 1962 | 1968 |
| ---- | ---- | ---- | ---- | ---- | ---- | ---- | ---- | ---- |
| 314  | 302  | 293  | 288  | 286  | 280  | 269  | 263  | 255  |

| 1975 | 1982 | 1990 | 1999 | 2005 | 2006 | 2010 | 2015 | 2020 |
| ---- | ---- | ---- | ---- | ---- | ---- | ---- | ---- | ---- |
| 255  | 225  | 256  | 278  | 326  | 335  | 412  | 424  | 402  |

| 2022 | - | - | - | - | - | - | - | - |
| ---- | - | - | - | - | - | - | - | - |
| 394  | - | - | - | - | - | - | - | - |

## Lieux et monuments

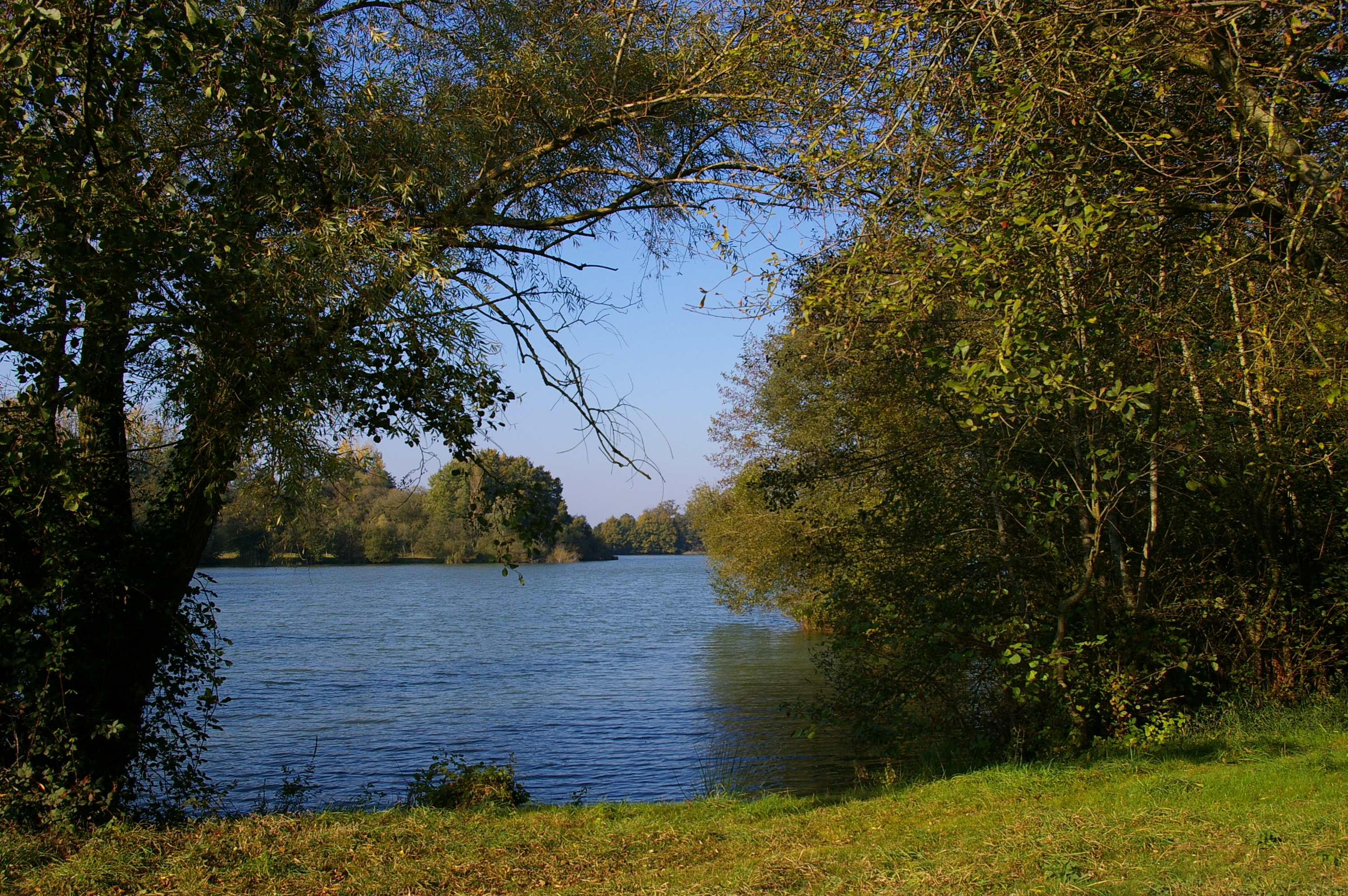
L'étang de la Courbe.

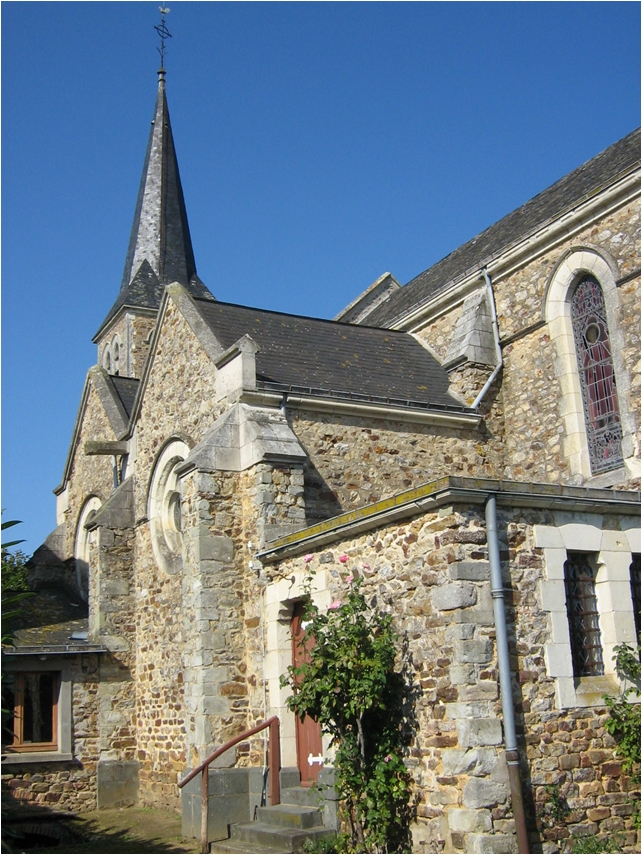
L'église Saint-Étienne.

- L'église Saint-Étienne est une église du XIXe siècle, de style sulpicien, avec nef gothique du XIIIe siècle et de très jolis vitraux du XVIIIe siècle. Un tableau offert par l’empereur Napoléon III au général Duboys Fresney représentant la Vierge et l’Enfant Jésus entourés de saint Benoît et de saint Quentin et accompagnés de deux anges musiciens, se trouve au-dessus du confessionnal.
- Le chemin de halage de la Mayenne, qui longe la Mayenne sur plus de 70 km, traverse la commune. En empruntant ce chemin sur la commune d'Origné, on peut découvrir trois écluses : l’écluse de la Benâtre, l’écluse de la Fosse et l'écluse de Briassé. À proximité immédiate de l'écluse de Briassé se trouve le plan d’eau « la Courbe ».
- Le château de la Roche, construit aux environs de 1865 à 1867 par le général Duboys-Fresney, domine la vallée.
- Dans le café d'Origné, se trouvent d'originales peintures murales naïves inspirées des paysages alentour et réalisées par un peintre local nommé Beyel. Le café d’Origné serait le dernier témoin de l’œuvre de cet artiste.
- La chapelle Bioche est une toute petite chapelle ressemblant étrangement à une maison de chasseur. Elle se trouve face au chemin qui mène au château de la Roche.

## Personnalités liées à la commune
- Jacques Duboys-Fresney (1873-1956), homme politique, député, élu maire d'Origné en 1907.

## Héraldique
| Blason de Origné | Blason  | D'azur à trois chevrons d'or, le premier et le troisième faillis à dextre, le second failli à senestre; au casque d'argent, taré de face, brochant sur le tout au canton senestre du chef. |
| Blason de Origné | Détails | Le statut officiel du blason reste à déterminer. |